# Pleszkán Frigyes
Pleszkán Frigyes (Csorna, 1959. július 1. – Budapest, 2011. február 14.) magyar dzsesszzongorista. Beceneve: Frici. Stílusára Oscar Peterson volt nagy hatással.

## Életpályája
8 éves korában kezdett zongorázni. Klasszikus zenét Péterffy Máriától, jazzt édesapjától tanult. 1973-ban, még 14 éves kora előtt vendéghallgatóként vették fel a budapesti Bartók Béla Zeneművészeti Szakiskola Jazztanszakára, ahol tovább tanult 1977 és 1980 között. Tanárai Gonda János és Szakcsi Lakatos Béla voltak. Gonda János az 1965-ben indult tanszak egyik legnagyobb tehetségének tartotta Pleszkánt. Tizenegy éves korában a rádióból felvette Oscar Peterson budapesti koncertjének felvételét. Peterson nagy hatással volt Pleszkánra, akit gyakran neveztek "a magyar Oscar Petersonnak". Csodagyerekként hirdették, amikor 17 éves korában részt vett a finnországi Pori Jazz fesztiválon.
A jazz mellett más műfajokban is játszott: 1978 – 1979-ben Pleszkán a Láma együttes tagja volt; kísérte Soltész Rezsőt és Bontovics Katit is; zongorázott a GM 49 1985-ös Digitális Majális című lemezén. Főleg megélhetési okokból sokat játszott („vendéglátózott”) Svájcban, de az 1990-es években gyakran itthon is fellépett.

## A Pleszkán trió
Az 1980-as évek elején megalakította saját zenekarát, a Pleszkán Triót, Németh Tamás dobossal és Gayer Ferenc bőgőssel. 1985-ben Gonda Jánossal és Kruza Richárddal közösen készített lemezt. 1995-ben jelent meg Fingerprints címmel első saját albuma, amelyen ismert számok feldolgozásai, valamint saját szerzeményei hallhatók. Az 1996-os Second Step kizárólag Pleszkán saját szerzeményeit tartalmazta. Az album elkészítésében Hárs Viktor (bőgő) és Sramkó János (dob) működött közre. A Pleszkán trió sikerrel debütált a 2005-ös Sziget Fesztiválon. Új triójában fúvós- és ütőhangszeres partnereivel merőben új irányokat nyitott, eredeti szerzeményekből álló, műfajokon túli zenéjével.

## Halála
Megdöbbentő módon, 79 késszúrással öngyilkosságot követett el 2011 februárjában.

## Díjai, elismerései
- a Ki mit tud? vetélkedőben a szólóhangszer kategóriában első díj (1977)
- Kaliszban (Lengyelország) a nemzetközi jazz-zongorista versenyen II. díj és a sajtó különdíja (1978)

## Diszkográfia
- 1986 – Keyboard Music – Gonda János és Kruza Richárd mellett
- 1996 – Second Step – Pleszkán Frigyes Trió
- 1997 – Pearls In Boogie Shell'
- 1999 – Magic Hands
- 2003 – The Point (CLS Records) – Jeszenszky György (dob) illetve Jávori Vilmos (dob) közreműködésével
- 2011 – Figaro going jazzy – Horváth Zoltán (dob) Gayer Ferenc (bőgő)[7]